# Molnár Gergely (zenész)
Molnár Gergely (1950–) zenész, a Spions zenekar egyik alapítója.

## Élete
1977-ben Hegedűs Péter gitárossal és ifj. Kurtág Györggyel közösen megalapították a Spions-nevű punkegyüttest, amelyben Molnár énekelt. Az együttes a magyar punk-szubkultúra elindítója, több későbbi zenekar, zenész ihletője volt (leginkább az URH-t lehet itt megemlíteni). 
A lehetőségek hiánya, és a rendszer nyomása azonban erősebbnek bizonyult, így 1978-ban Hegedűs és Molnár is elhagyták Magyarországot. Franciaországban több lemezt készített, majd Kanadában telepedett le, ahol a Spions-szal több koncertet is adott. Helmut Spiel!, majd Gregor Davidow néven alkotott.

## Válogatott publikációk
- Eszme és gyakorlat, Mozgó Világ, 1976/4, 44–51;
- A romantika ideje (filmesszé), Mozgó Világ, 1977/3, 97–101;
- Kentaur – Levél Szentjóby Tamásnak, Magyar Műhely, 56–57(1978)  18–26;
- Csáth Géza (film-szcenárió), Magyar Műhely, 60–61(1980), június 11., 48;
- Napló, álomleírások (részletek), Magyar Műhely, 64(1981), 8–17;
- Spions-kiáltványok, dalszövegek, filmforgatókönyv stb., in Sznob International, szerkesztette Papp Tamás, Budapest, 1982. február 8.;
- Hommage a Ho Si Minh, Dream Power (válogatás), valamint Filmbevezető TIT-előadások, 1976–1977 in Szógettó.
- Válogatás az új magyar avantgárd dokumentumaiból, Jelenlét, 1989/1-2 (14–15), 186–206, 325–371.